# Giuseppe Grioli (patriota)

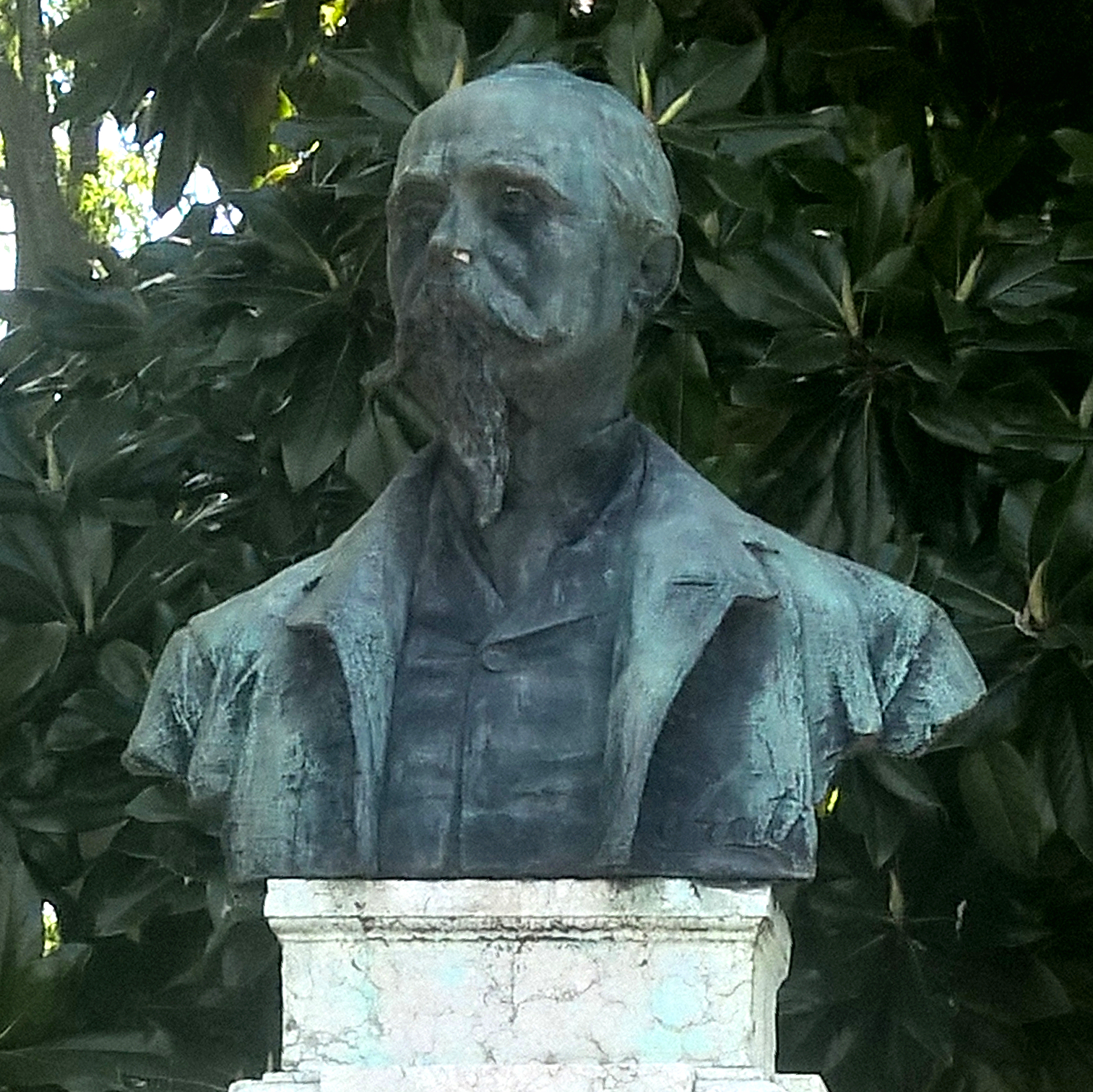
Busto di Giuseppe Grioli, Giardini Nuvolari, Mantova.

Giuseppe Grioli (Mantova, 4 aprile 1825 – Mantova, 20 settembre 1905) è stato un patriota e militare italiano.

## Biografia
Giuseppe Grioli, di umili origini, cominciò a lavorare come lattonaio. Ben presto iniziò la sua attività di cospiratore; era il 1848 quando si arruolò nel corpo volontario dei bersaglieri mantovani "Carlo Alberto". Rioccupata la Lombardia dagli austriaci, riparò a Genova dove partì seguendo Garibaldi nella difesa della Repubblica Romana, rimanendovi ferito nei combattimente del 3 giugno 1849. 
Ritornato a Mantova partecipò con il fratello Giovanni, curato della parrocchia di Cerese, alla cospirazione mazziniana che faceva riferimento a don Enrico Tazzoli. Dal Piemonte dove si era rifugiato cercò di addossarsi le colpe addebitate al fratello sacerdote, ma il suo tentativo fu vano e Giovanni Grioli fu il primo dei martiri di Belfiore, fucilato il 5 novembre 1851. 
La morte del fratello esaltò ancor più il suo spirito patriottico. Rientrato nei territori lombardi fu tratti in arresto dalla polizia austriaca a Brescia. Il 4 settembre 1855 fu condannato alla pena di morte per alto tradimento. Commutata la pena in 18 anni di carcere duro, usufruì dell'amnistia del 1856.
Nel 1859 partecipò alla II Guerra d'Indipendenza nel corpo dei Cacciatori delle Alpi e nel 1860 Grioli si aggregò alla spedizione di Giacomo Medici che combatté con Garibaldi nella guerra contro il Regno delle due Sicilie. Fu promosso capitano e con questo grado fu ammesso nell'esercito regolare. Comandando un reggimento dell'esercito italiano partecipò all'infausta battaglia di Custoza (1866) nel corso della III guerra d'indipendenza.
La carriera militare del tenente colonnello Giuseppe Grioli si concluse nel 1875, quando si dimise a seguito della partecipazione del reggimento da lui comandato a una parata militare in onore dell'antico nemico, l'imperatore Francesco Giuseppe.
Ritiratosi a vita privata nella città natale, Mantova, s'impegnò per l'apertura, avvenuta nel 1902, di un museo del Risorgimento.